# René Ménil

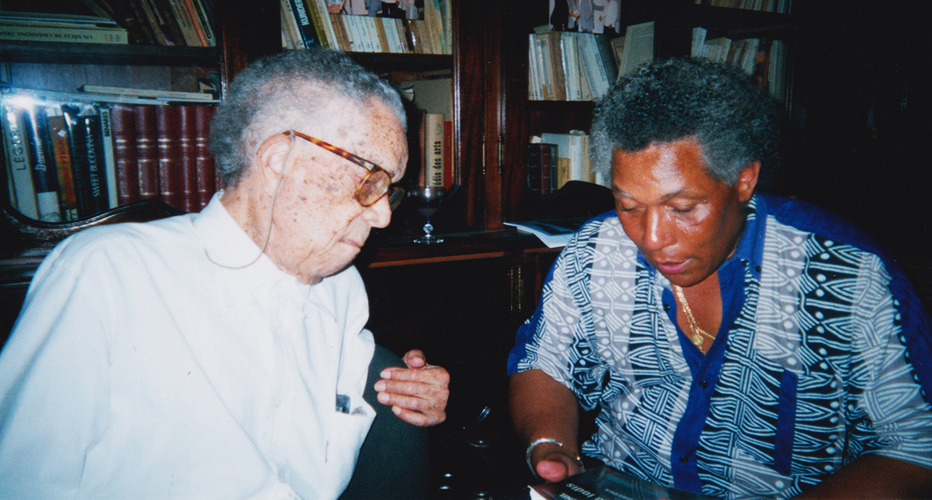
René Ménil (links) mit Autor Jonas Rano

René Ménil (* 1907 in Gros-Morne, Martinique; † 29. August 2004 in Sainte-Luce, Martinique) war ein vom Surrealismus beeinflusster französischer Philosoph. Mit Thélus Léro und Etienne Léro gründete er die Zeitschrift Légitime défense und verfasste mit seinem Freund Aimé Césaire verschiedene Essays für die Revue Tropiques. Mit seinen Werken Antilles déjà jadis und Tracées leistete er einen wesentlichen Beitrag zu postkolonialen Studien. Seit 1957 war Ménil Mitglied der Kommunistischen Partei Martiniques.
Er unterrichtete Philosophie am Lycée Victor Schœlcher in Fort-de-France.